# 謝志偉
謝 志偉（しゃ しい、シエ・ジウエイ、Hsieh Chi-wei、1955年〈民国44年〉1月6日 - ）は、中華民国（台湾）の学者、政治家。東呉大学ドイツ語学科教授、中華民国政府新聞局局長などを歴任した。

## 経歴
基隆市出身。新北市立板橋高級中學、東呉大学外国語学部ドイツ語学科を経て、輔仁大学ドイツ文学専攻修士課程修了。1980年に、兵役義務による軍隊に入隊し、役員を務めた。1982年5月、兵役復帰。同年、ドイツ学術交流会の奨学金を獲得し、ドイツのボーフム大学に留学、博士号を取得した。ドイツ文学研究、文学、社会、モチーフの研究、ジェンダー研究を専門とする。
また、外省人ではあるが台湾語に堪能である。現在，民視電視台の時事討論番組「頭家來開講」にてキャスターを務めていたが、中華民国駐ドイツ代表に就任したことから番組を降板した。